# エディ・マーフィ
エドワード・レーガン・マーフィ（Edward Regan Murphy, 1961年4月3日 - ）は、アメリカ合衆国のコメディアン、俳優、歌手。ニューヨーク・ブルックリン出身。

## 来歴
幼いころに父親が亡くなり、シングルマザーとなった母親も病気で亡くなったため、8歳のときの1年間、兄弟とともに里親のもとで暮らした。

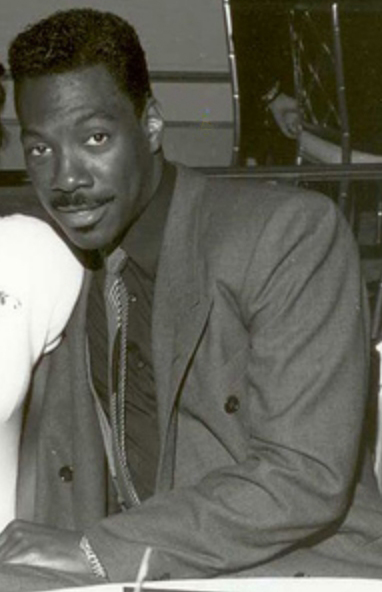
1988年

16歳のときからコメディアンとして活動を開始する。19歳で人気コメディ番組『サタデー・ナイト・ライブ』にレギュラー出演するようになり、さまざまなコントで人気を博す。世界で最も人気のある喜劇俳優の1人とまで認められる。1982年、『48時間』で銀幕デビュー。『ビバリーヒルズ・コップ』シリーズなどのコメディ映画に次々と出演し、一世を風靡した。舞台では有名人をこけにするブラックジョークも披露し、1984年にはグラミー賞の最優秀コメディ・アルバム賞を受賞した。
1990年代の一時期は役柄に行き詰まり、人気が低迷したものの、特殊メイクを駆使した『ナッティ・プロフェッサー』シリーズや『ドクター・ドリトル』シリーズで人気を回復する。声優を務めた『シュレック』も好評を呼び、「ドル箱スター」のひとりとしてカムバックを果たした。映画の中で特殊メイクを駆使し、女性や老人、白人といった役柄をこなすことでも有名であり、外見を模倣するだけではなく、それぞれの人種や年齢の特徴を捉えた演技を披露することでも高い評価を受けている。
『ナッティ・プロフェッサー クランプ教授の場合』公開時のプロモーションで来日している。この際、当時日本語版の吹替声優を務めていた下條アトムとの対面を果たしており、握手を交わすなどの交流が行われた（詳細は後述）。

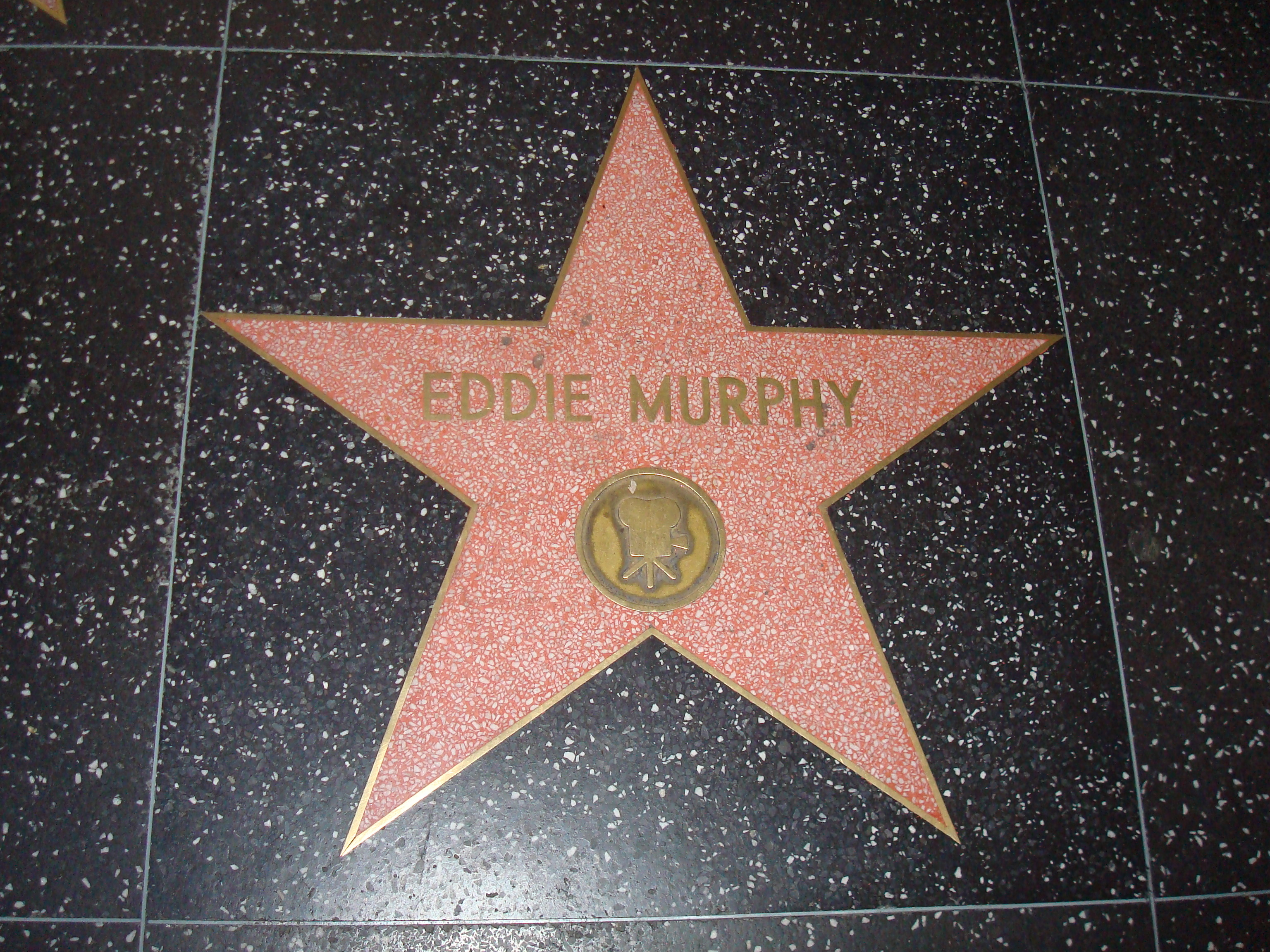
ハリウッド・ウォーク・オブ・フェームの星

2007年、『ドリームガールズ』のジミー役で第79回アカデミー賞助演男優賞にノミネートされるとともに、第64回ゴールデングローブ賞助演男優賞を受賞した。マーフィは興行収入1億ドル以上の作品に10作以上出演しているが、アカデミー賞にノミネートされるのも、ゴールデングローブ賞を受賞するのもこれが初めてのことである。
「ビバリーヒルズ・コップ」シリーズで演じたアクセル・フォーリー刑事は2010年、エンパイア誌の「100人の偉大な映画キャラクター」で55位にランクインした。
2012年の第84回アカデミー賞授賞式の司会に決定していたが、授賞式のプロデューサーが降板したことなどから自身も司会を降板した。同年、『フォーブス』の「最もギャラをもらいすぎた俳優ランキング」で第1位を獲得した。
2014年5月、2016年に『ビバリーヒルズ・コップ』シリーズの新作が公開されることが報道された。
2016年、ハリウッド映画賞功労賞を受賞した。
2020年の第25回クリティクス・チョイス・アワードで、「映画業界の歴史上、最も商業的に成功を収めたアフリカ系アメリカ人であり、業界で最も興行成績を上げる5本の指に入る人物」として生涯功労賞を受賞した。なお、マーフィはこの5年ほど半引退状態だったというが、今後も映画出演の意思はあると表明している。

## 私生活
1993年にニコール・ミッチェルと結婚して5人の子供をもうけたが、2006年に離婚している。

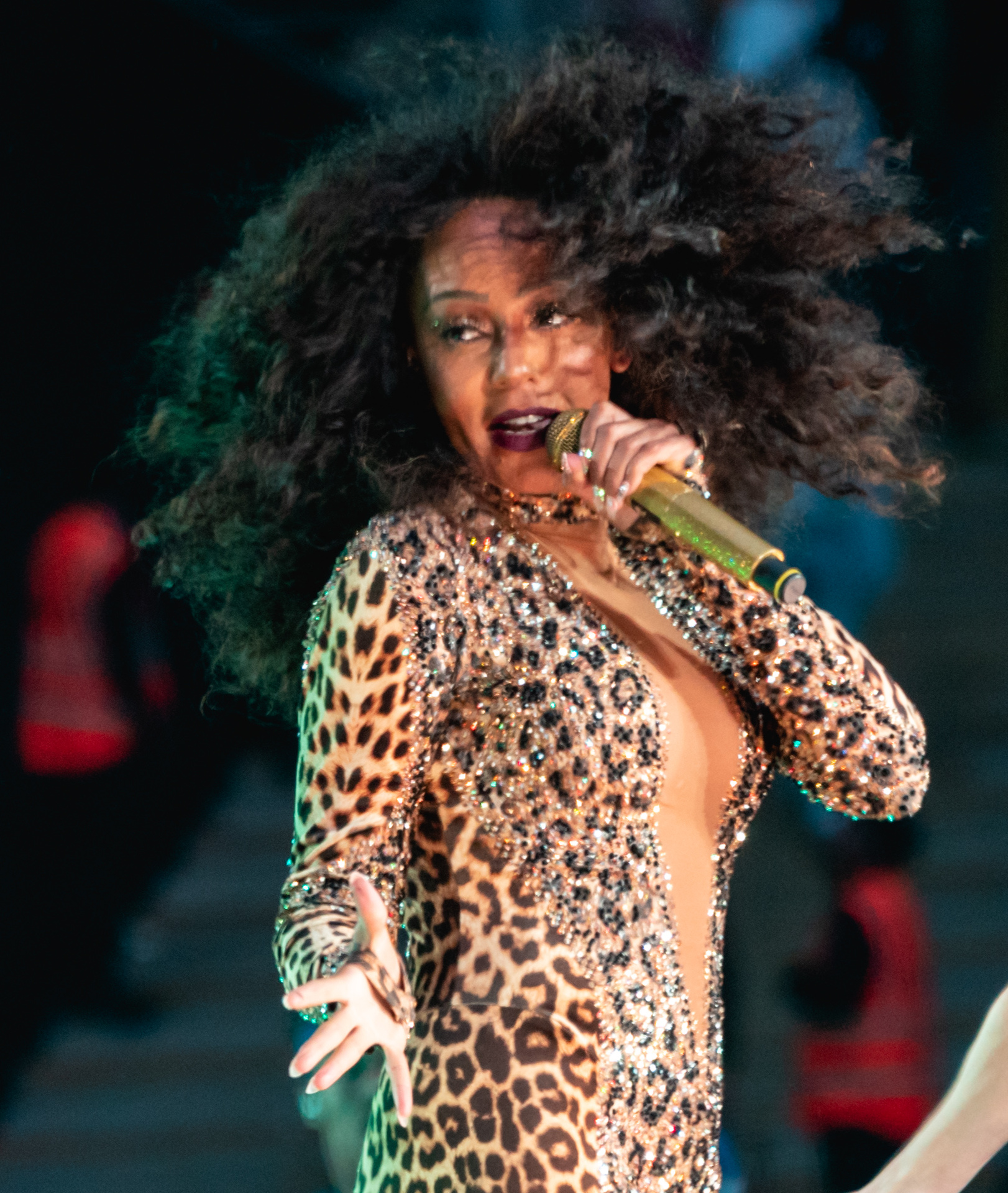
メラニー・ブラウン

2007年、スパイス・ガールズのメラニー・ブラウンとの間に1女をもうける。マーフィは当初、その女児が自身の子供であることを否認していたが、検査の結果、マーフィの子供であることが確認された。
2008年1月1日、映画プロデューサーのトレイシー・エドモンズと挙式したが、2週間で破局する。婚姻許可書は提出していなかった。
2015年、恋人でオーストラリア人モデルのペイジ・バッチャーとの間に子供を授かったことが判明する。2016年5月3日、女児が誕生し、イジーと命名された。
2012年から交際している恋人のペイジ・バッチャーと2018年9月に婚約し、同年11月30日に2人の間に第2子となる男児が誕生し、マックスと命名された。今回で10人目の子供となる。2024年7月、二人は結婚した。

## 主な出演作品

### 映画
| 年   | 題名                                                                       | 役名                                              | 備考                                                                                              | 吹き替え                                                                                  |
| ---- | -------------------------------------------------------------------------- | ------------------------------------------------- | ------------------------------------------------------------------------------------------------- | ----------------------------------------------------------------------------------------- |
| 1982 | 48時間 48 Hrs.                                                             | レジー・ハモンド                                  |                                                                                                   | 下條アトム（日本テレビ旧版） 山寺宏一（日本テレビ新版・テレビ朝日版・オンデマンド配信版） |
| 1983 | 大逆転 Trading Places                                                      | ビリー・レイ・バレンタイン                        | 富山敬（日本テレビ版） 下條アトム（フジテレビ版） 山寺宏一（テレビ朝日版） 屋良有作（機内上映版） |                                                                                           |
| 1984 | おかしな関係 Best Defense                                                  | T.M. ランドリー中尉                               | 江原正士                                                                                          |                                                                                           |
| 1984 | ビバリーヒルズ・コップ Beverly Hills Cop                                   | アクセル・フォーリー                              | 富山敬（テレビ朝日版） 山寺宏一（オンデマンド配信版） 屋良有作（機内上映版）                      |                                                                                           |
| 1986 | ゴールデン・チャイルド The Golden Child                                    | チャンドラー                                      | 下條アトム（フジテレビ版） 山寺宏一（テレビ朝日版） 神谷明（機内上映版）                          |                                                                                           |
| 1987 | ビバリーヒルズ・コップ2 Beverly Hills Cop II                               | アクセル・フォーリー                              | 下條アトム（フジテレビ版） 山寺宏一（テレビ朝日版・オンデマンド配信版）                           |                                                                                           |
| 1988 | 星の王子 ニューヨークへ行く Coming to America                              | アキーム王子 クラレンス ランディ・ワトソン ソール | 1人4役                                                                                            | 谷口節（ソフト版） 下條アトム（フジテレビ版） 山寺宏一（日本テレビ版）                    |
| 1989 | ハーレム・ナイト Harlem Nights                                             | クイック                                          | 兼監督・脚本・製作総指揮                                                                          | 山寺宏一（ソフト版） 下條アトム（フジテレビ版）                                           |
| 1990 | 48時間PART2/帰って来たふたり Another 48 Hrs.                               | レジー・ハモンド                                  |                                                                                                   | 山寺宏一（ソフト版・日本テレビ版・テレビ朝日版） 下條アトム（フジテレビ版）               |
| 1992 | ブーメラン Boomerang                                                       | マーカス                                          | 山寺宏一（ソフト版） 下條アトム（フジテレビ版）                                                   |                                                                                           |
| 1992 | ホワイトハウス狂騒曲 The Distinguished Gentleman                           | トマス・ジェファーソン・ジョンソン                | 山寺宏一（ソフト版・テレビ朝日版） 下條アトム（フジテレビ版）                                     |                                                                                           |
| 1994 | ビバリーヒルズ・コップ3 Beverly Hills Cop III                              | アクセル・フォーリー                              | 江原正士（ソフト版） 山寺宏一（テレビ朝日版） 下條アトム（フジテレビ版）                          |                                                                                           |
| 1995 | ヴァンパイア・イン・ブルックリン Vampire in Brooklyn                       | マクシミリアン ポーリー牧師 グイド                | 兼製作                                                                                            | 江原正士（ソフト版） 下條アトム（フジテレビ版）                                           |
| 1996 | ナッティ・プロフェッサー クランプ教授の場合 The Nutty Professor            | シャーマン・クランプほか                          |                                                                                                   | 江原正士（ソフト版） 山寺宏一（日本テレビ版）                                             |
| 1997 | ネゴシエーター Metro                                                       | スコット・ローパー                                | 山寺宏一（ソフト版・テレビ朝日版）                                                                |                                                                                           |
| 1998 | ムーラン Mulan                                                             | ムーシュー                                        | 声の出演                                                                                          | 山寺宏一                                                                                  |
| 1998 | ドクター・ドリトル Dr. Dolittle                                            | ドクター・ジョン・ドリトル                        |                                                                                                   | 江原正士（ソフト版） 山寺宏一（日本テレビ版）                                             |
| 1998 | ホーリーマン Holy Man                                                      | G                                                 | 銀河万丈                                                                                          |                                                                                           |
| 1999 | エディ&マーティンの逃走人生 Life                                           | レイフォード・ギブソン                            | 兼製作                                                                                            | 江原正士                                                                                  |
| 1999 | ビッグムービー Bowfinger                                                   | キット ジフ                                       |                                                                                                   | 江原正士                                                                                  |
| 2000 | ナッティ・プロフェッサー2 クランプ家の面々 Nutty Professor II: The Klumps  | シャーマン・クランプほか                          | 江原正士（ソフト版） 山寺宏一（フジテレビ版）                                                     |                                                                                           |
| 2001 | シュレック Shrek                                                           | ドンキー                                          | 声の出演                                                                                          | 山寺宏一                                                                                  |
| 2001 | ドクター・ドリトル2 Dr. Dolittle 2                                         | ドクター・ジョン・ドリトル                        |                                                                                                   | 江原正士（ソフト版） 下條アトム（テレビ東京版） 山寺宏一（テレビ朝日版）                  |
| 2002 | ショウタイム Showtime                                                      | トレイ・セラーズ                                  | 下條アトム（ソフト版） 山寺宏一（テレビ朝日版）                                                   |                                                                                           |
| 2002 | プルート・ナッシュ The Adventures of Pluto Nash                            | プルート・ナッシュ                                | 下條アトム                                                                                        |                                                                                           |
| 2002 | アイ・スパイ I Spy                                                         | ケリー・ロビンソン                                | 山寺宏一                                                                                          |                                                                                           |
| 2003 | チャーリーと14人のキッズ Daddy Day Care                                    | チャーリー・ヒントン                              | 山寺宏一                                                                                          |                                                                                           |
| 2003 | ホーンテッドマンション The Haunted Mansion                                 | ジム・エヴァース                                  | 山寺宏一                                                                                          |                                                                                           |
| 2004 | シュレック2 Shrek 2                                                        | ドンキー                                          | 山寺宏一                                                                                          | 声の出演                                                                                  |
| 2006 | ドリームガールズ Dreamgirls                                                | ジェームス・“サンダー”・アーリー                  | 山寺宏一                                                                                          | ゴールデングローブ賞 助演男優賞 受賞                                                      |
| 2007 | マッド・ファット・ワイフ Norbit                                            | ノービット ラスプーシア ウォン                    | 山寺宏一                                                                                          | 兼脚本・原案・製作 ラジー賞主演男優賞・助演男優賞・助演女優賞 受賞                        |
| 2007 | シュレック3 Shrek the Third                                                | ドンキー                                          | 山寺宏一                                                                                          | 声の出演                                                                                  |
| 2008 | デイブは宇宙船 Meet Dave                                                   | デイヴ                                            |                                                                                                   | 江原正士                                                                                  |
| 2009 | エディ・マーフィの劇的1週間 Imagine That                                   | エヴァン                                          |                                                                                                   | 江原正士                                                                                  |
| 2010 | シュレック フォーエバー Shrek Forever After                                | ドンキー                                          | 声の出演                                                                                          | 山寺宏一                                                                                  |
| 2011 | ペントハウス Tower Heist                                                   | スライド                                          | 兼製作                                                                                            | 山寺宏一                                                                                  |
| 2012 | ジャックはしゃべれま1,000 A Thousand Words                                 | ジャック・マッコール                              |                                                                                                   | 山寺宏一                                                                                  |
| 2016 | Mr. Church                                                                 | Henry Joseph Church                               | N/A                                                                                               |                                                                                           |
| 2019 | ルディ・レイ・ムーア Dolemite Is My Name                                   | ルディ・レイ・ムーア                              | 山寺宏一                                                                                          |                                                                                           |
| 2021 | 星の王子 ニューヨークへ行く2 Coming 2 America                              | アキーム王子                                      | 山寺宏一                                                                                          |                                                                                           |
| 2023 | ユー・ピープル 〜僕らはこんなに違うけど〜 You People                       | アクバー・モハメド                                | 山寺宏一                                                                                          |                                                                                           |
| 2023 | キャンディ・ケイン・レーン Candy Cane Lane                                 | クリス                                            | 山寺宏一                                                                                          | 兼製作                                                                                    |
| 2024 | ビバリーヒルズ・コップ: アクセル・フォーリー Beverly Hills Cop: Axel Foley | アクセル・フォーリー                              | 山寺宏一                                                                                          |                                                                                           |
| 2025 | ザ・ピックアップ 〜恋の強盗大作戦〜 The Pickup                             | ラッセル                                          | 山寺宏一                                                                                          |                                                                                           |
| 2026 | Shrek 5                                                                    | ドンキー                                          | 声の出演                                                                                          |                                                                                           |
| TBA  | Donkey                                                                     | ドンキー                                          | 声の出演                                                                                          |                                                                                           |
| TBA  | Pink Panther                                                               | クルーゾー警部                                    |                                                                                                   |                                                                                           |

### その他
- リメンバー・ザ・タイム
Remember the Time （1992年） - マイケル・ジャクソンのプロモーションビデオ
- サッポロビール『ビーンズコーヒー』（1994年）[18]

## ディスコグラフィ

### スタジオ作品

#### コメディ・アルバム
- Eddie Murphy（1982年、CBS） - US #52
- Comedian（1983年、CBS） - US #35

#### 音楽作品
- How Could It Be （1985年、CBS） - US #26、リック・ジェームスプロデュース作のシングル「Party All The Time」が Billboard Hot 100 で2位を記録
- So Happy（1989年、CBS） - US #70 - エディ・マーフィ、ナイル・ロジャース、ラリー・ブラックモン共同制作。シングル「Put Your Mouth On Me」が Hot R&B/Hip-Hop Songs で2位を記録
- Love's Alright（1993年、モータウン） - マイケル・ジャクソン、シャバ・ランクスと共演

### コンピレーション

#### コメディ・アルバム
- Greatest Comedy Hits（1997年）
- All I Fuckin' Know （1998年）

### サウンドトラック
- ビバリーヒルズ・コップ（1986年）
- 星の王子 ニューヨークへ行く（1988年）
- ドリームガールズ（2006年） - ビヨンセ、Jermaine Bolling、ジェニファー・ハドソン、Keith Robinson、Sharon Lealと共演

## 日本語吹き替え
主に担当しているのは、以下の三人である。
山寺宏一
『ハーレム・ナイト』（ソフト版）で初担当。最も多く吹き替えており、マーフィの代表作である『ビバリーヒルズ・コップ』シリーズは全4作を吹き替えた。後述する下條アトムや富山敬などと比べ、マーフィ担当としては比較的後発の存在であったため、先任に萎縮することもあったというが、次第にはほとんどの作品でマーフィの声を担当するようになり、『ナッティ・プロフェッサー クランプ教授の場合』や『ナッティ・プロフェッサー2 クランプ家の面々』（共にテレビ放送版）でマーフィ本人同様に一人で何役も演じ分ける演技が高く評価されたことなどから、2000年代以降は旧作のソフト・オンデマンド配信用の新録を含む全ての媒体で担当しており、現在ではマーフィの専属（フィックス）として知られている。
山寺とマーフィは同い年であり、声優デビューした時から吹き替えするのが夢であったという。後に夢は叶ったものの、軽妙なマシンガントークの再現には苦労を重ねたといい、「自分は声優としてエディ・マーフィに鍛えられた」と述懐している。
実写作品の他に、アニメ映画でもマーフィが演じたキャラクターの声を担当。『シュレック』シリーズでは原語版でマーフィが演じたドンキーの吹き替えを全作で担当しており、製作会社ドリームワークスのCEOジェフリー・カッツェンバーグからは「世界で最高のドンキー」とお墨付きを貰っている（詳細は山寺のページを参照）。
下條アトム
『48時間』（日本テレビ旧版）で初担当。山寺の次に多く吹き替えており、フジテレビの『ゴールデン洋画劇場』を主とした映画番組で担当。80～90年代におけるマーフィのフィックスとして定着していた。マーフィのキャリア最初期にあたる80年代から担当している人物であり、「吹き替えで発する独特の訛りがクセになる」と評されるなど個性的な演技が好評となった。そのセリフ回しは大泉洋をはじめとしたタレントのものまねレパートリーとしても人気を博したほか、上述の山寺もマーフィを演じる上では下條の演技に影響を受けたと明かしている。
『ナッティ・プロフェッサー クランプ教授の場合』公開時にプロモーションで来日したマーフィ本人と対面を果たしている。互いに握手を交わしたのち、目の前で吹き替えを披露し、演技を褒められつつ、アドバイスを受けるなどの交流もあった。
下條はマーフィの吹き替えをする上では「この素敵な役者さん（マーフィ）のお芝居を邪魔しては絶対にいけない」と敬意を払い、信念を持って務めていたという（詳細は下條のページを参照）。
2000年代に入ってからは『ショウタイム』などでソフト版の吹き替えも担当するようになったものの、2005年の『ドクター・ドリトル2』（テレビ東京版）が最後の担当作となった。
江原正士
『おかしな関係』で初担当。上記二名に次いで多く吹き替えており、主に『ビバリーヒルズ・コップ3』以降のキャリア中期のソフト版を複数回、担当している。
このほかにも、富山敬、屋良有作、神谷明なども声を当てたことがある。特に富山が演じたテレビ朝日版『ビバリーヒルズ・コップ』は山寺をはじめとした同業者に影響を与えるなどファンからの人気や評価が高く、現在も根強く支持されている。